# Radarbataillon
Das Radarbataillon (RadB) ist ein Verband der Luftraumüberwachung des österreichischen Bundesheeres. Es ist Bestandteil des militärischen Luftraum-Überwachungssystems „Goldhaube“.

## Allgemeines
Das Kommando des Radarbataillon ist in der Schwarzenbergkaserne in Wals-Siezenheim stationiert. Das Abzeichen des Bataillons stellt zwei Kampfflugzeuge über einem Radarschirm dar.
Das Radarbataillon besteht neben ortsfesten und verlegbaren Radarstationen aus Tieffliegererfassungsradarsystemen, den verlegbaren Führungszentralen für die Luftraumüberwachung, Organisationselementen der IKT-Truppe (inkl. dem mobilen Flugfunk) sowie den organischen Anteilen der Einsatzunterstützung.
Seit 1. Juni 2021 ist Oberstleutnant Thomas Burgstaller Kommandant des Radarbataillon.